# Świadkowie Jehowy w Indiach
Świadkowie Jehowy w Indiach – społeczność wyznaniowa w Indiach, należąca do ogólnoświatowej wspólnoty Świadków Jehowy, licząca w 2023 roku 57 795 głosicieli, należących do 999 zborów; duża część z nich mieszka w stanie Kerala. W 2023 roku na dorocznej uroczystości Wieczerzy Pańskiej zgromadziło się 	
166 521 osób. Działalność miejscowych głosicieli koordynuje Biuro Oddziału w Rajanukunte koło Bangalore.

## Historia

### Początki
Działalność ewangelizacyjna Badaczy Pisma Świętego (jak do 1931 roku nazywali się Świadkowie Jehowy) została rozpoczęta na terenie dzisiejszych Indii w roku 1905. Wtedy to student hinduski S.P. Devasahayam (dla uproszczenia nazwany „Davey”), przebywający w Stanach Zjednoczonych, udał się na wykład biblijny C.T. Russella, prezesa Towarzystwa Strażnica i zainteresował się tym wyznaniem. Wkrótce powrócił do Madrasu, gdzie organizował tzw. grupowe studia biblijne, których liczba wynosiła 40. W tym samym okresie inny Hindus – A.J. Joseph, należący wtedy do Kościoła anglikańskiego, otrzymał pocztą książkę Russella „Pojednanie człowieka z Bogiem”, która zrobiła na nim wielkie wrażenie. Wraz ze swoim ojcem i kuzynem, zaczęli informować mieszkańców południowo-zachodnich Indii o nowo poznanej religii.
W roku 1912 Indie odwiedził C.T. Russell i przemawiał w takich miastach jak: Trivandrum, Nagarkoil, Kottarakkara, Keszaw Puram, Visakhapatnam, Kalkuta, Madras, Benares, Lucknow, Bombaj. Russell zadbał o to, by niektóre publikacje Towarzystwa Strażnica przełożono na języki: hindi, gudżarati, malajalam, marathi, telugu i tamilski. Później także na inne języki rodzime. Większość tych publikacji drukowano za oceanem i przywożono statkami. Spotkał się też z Adavimannathem J. Josephem, który w rezultacie rozmów z Russellem został pełnoczasowym głosicielem Królestwa. Tłumaczył on publikacje Świadków Jehowy na język malajalam, którym posługuje się znaczna część Świadków Jehowy w Indiach. W roku 1924 sam wyruszył w 5800-kilometrową podróż po Indiach, wygłaszając wykłady biblijne. W roku 1914 w Indiach działało czterech kaznodziejów Towarzystwa Strażnica.
W 1916 roku w Indiach rozpoczęto wyświetlanie Fotodramy stworzenia oraz jej skróconej wersji pt. Dramat Eureka.
W 1926 roku na całym obszarze dzisiejszych Indii było mniej niż 70 głosicieli. W lipcu 1926 roku przybył do tego kraju – jako misjonarz – pochodzący z Wielkiej Brytanii Edwin Skinner, który przez następne 50 lat był tam koordynatorem powstałego wówczas Biura Oddziału. Indyjskie Biuro początkowo nadzorowało działalność ewangelizacyjną w Indiach, na Cejlonie, w Persji, Afganistanie i Birmie. Wraz z Edwinem Skinnerem przybył także jako misjonarz George Wright. Wkrótce obaj nadzorowali działalność głosicieli w Indiach, na Cejlonie, w Persji, Afganistanie i Birmie. Skinner odbywał liczne podróże misyjne po całym kraju – najpierw koleją, a potem specjalnie przystosowanym do tego samochodem. Początkowo głoszono głównie anglojęzycznym wyznawcom chrześcijaństwa. W 1928 roku 54 głosicieli z Trawankoru w Kerali, zorganizowało 550 zebrań publicznych, z których skorzystało około 40 000 osób.
W roku 1929 przybyło do Indii czterech kolejnych głosicieli z Wielkiej Brytanii. Trzech dalszych dotarło z Anglii do Bombaju w roku 1931. Podejmowali oni liczne wyprawy w różne rejony kraju, rozprowadzając publikacje religijne w j. angielskim i językach miejscowych, na które je tłumaczyli.
W roku 1938 w całym kraju było 273 głosicieli (w tym 18 pionierów) w 24 zborach.
W roku 1940 Claude Goodman, misjonarz pochodzący z Wielkiej Brytanii, poświęcił kilka miesięcy, żeby zainstalować maszynę drukarską i zapoznać się z jej obsługą, a kiedy już wszystko było gotowe, policjanci nasłani przez miejscowego maharadżę zarekwirowali urządzenia, a starannie posortowane czcionki – wymieszali. W tym samym roku skonfiskowano także prasę drukarską w Trivandrum, a 14 czerwca 1941 roku władze kolonialne wydały zarządzenie, zabraniające Świadkom Jehowy drukowania ich literatury oraz sprowadzania wydawnictw Towarzystwa do Indii i na Cejlon. 9 grudnia 1944 roku zakaz ten został oficjalnie uchylony.

### Rozwój działalności

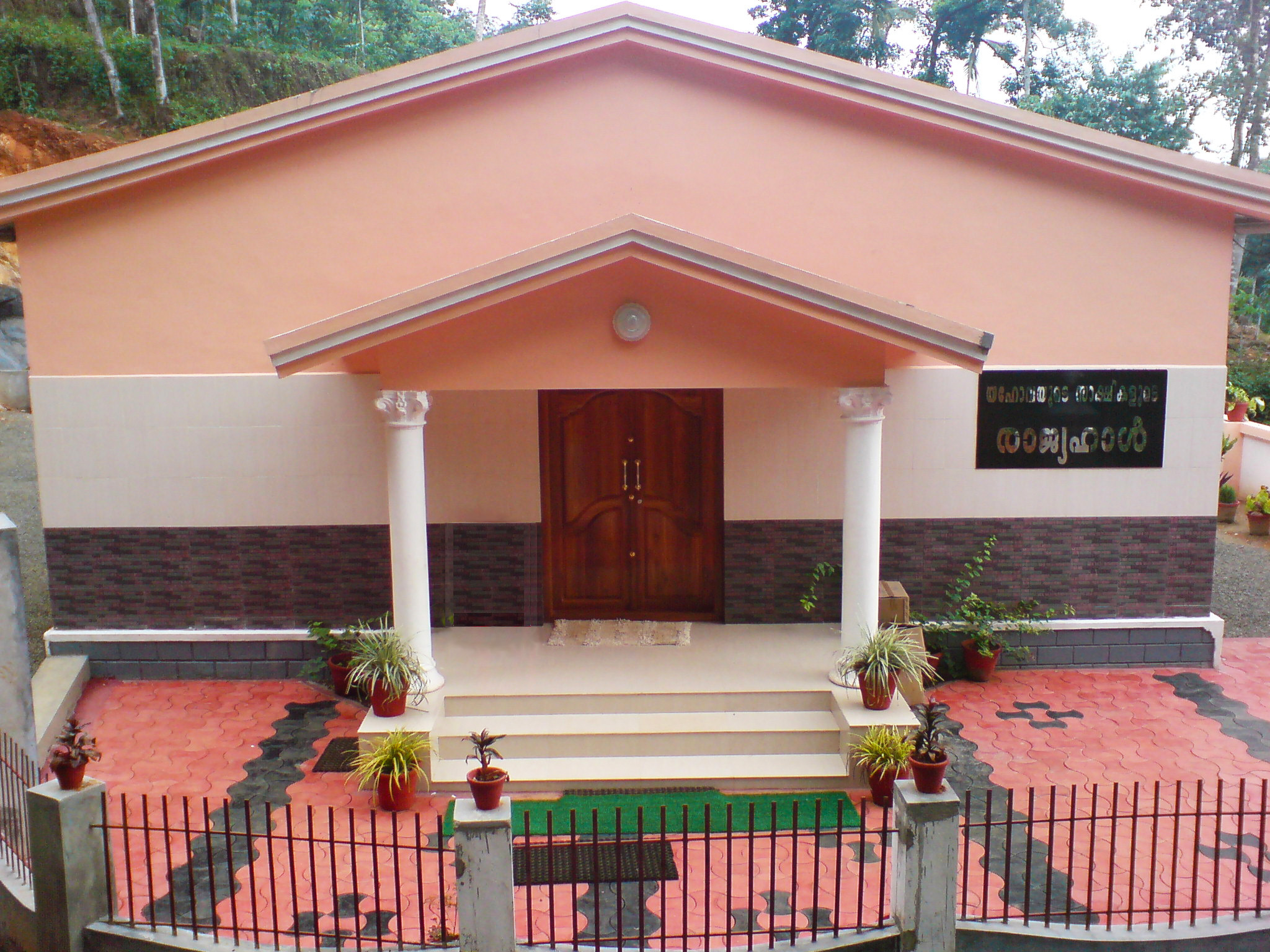
Jedna z indyjskich Sal Królestwa w stanie Kerala

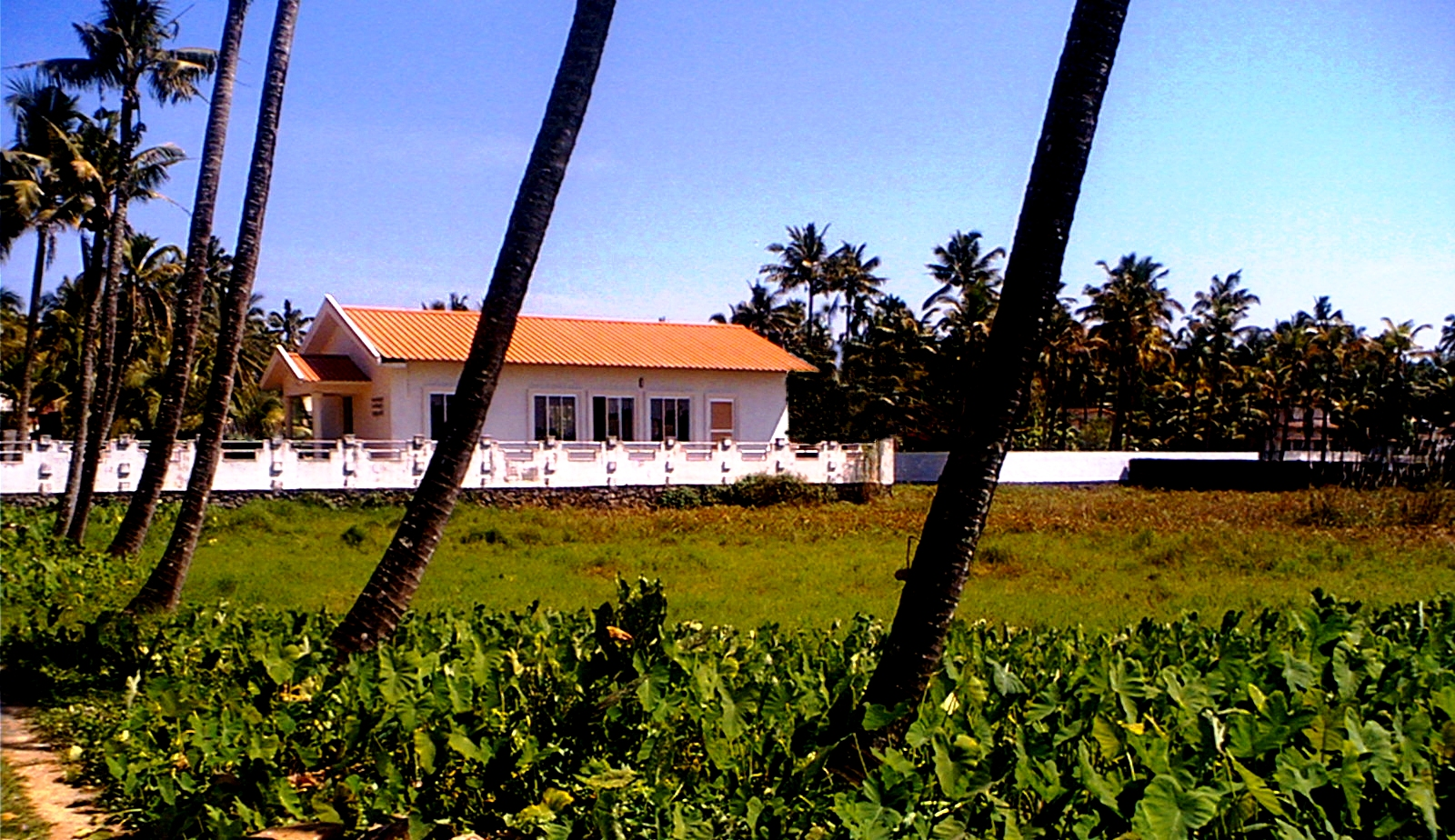
Sala Królestwa w Kalady

#### Działalność misjonarska
W roku 1947 do Indii przybyli pierwsi misjonarze – absolwenci Biblijnej Szkoły Strażnicy – Gilead. Wkrótce przybyło kolejnych dziesięciu, a w następnych latach – wielu innych. W Tiruchirapalli otwarto jeden z domów misjonarskich. W związku z planowanym ogólnoświatowym rozwojem działalności Indie odwiedził również prezes Towarzystwa Strażnica, Nathan H. Knorr. W 1949 roku liczba głosicieli wynosiła 293, rok później 400, w roku 1951 – 500, a w roku 1957 – 1000.
Na początku lat 50. XX wieku w Bombaju utworzono pierwszy zbór Świadków Jehowy, posługujących się językiem kannada. Pod koniec lat 50. w wielu miejscach w kraju wyświetlano publicznie film Społeczeństwo Nowego Świata w działaniu.
W 1955 roku Dick Cotterill, absolwent Szkoły Gilead, został mianowany pierwszym nadzorcą obwodu w Indiach. Pełnił tę służbę aż do śmierci w roku 1988. W grudniu 1956 roku Nathan H. Knorr i Frederick W. Franz brali udział w zgromadzeniu w Bombaju, na które przybyło 1080 osób, a 65 zostało ochrzczonych. W roku 1957 pionierzy specjalni rozpoczęli działalność w języku konkani, dwa lata później powstał pierwszy zbór w tym języku. W roku 1960 po raz pierwszy powołano nadzorcę okręgu. Od roku 1966 obowiązuje zakaz przyjazdu do Indii zagranicznych misjonarzy Świadków Jehowy.

#### Drukowanie publikacji
Na początku lat 60. XX wieku rząd indyjski wprowadził zakaz wwożenia wydawnictw religijnych w językach swego kraju, dlatego indyjscy Świadkowie Jehowy zaczęli drukować swoje publikacje na miejscu, w Indiach. Przez wiele lat korzystano w tym celu z usług drukarni komercyjnych.

#### Kongresy
W 1956 roku w Bombaju odbyło się zgromadzenie.
W 1963 roku New Delhi było jednym z 27 miast kongresowych okołoziemskiego zgromadzenia pod hasłem „Wiecznotrwała dobra nowina”. W dniach 6–11 sierpnia przybyli na zgromadzenie w tym mieście delegaci z 27 krajów, obecnych było 1296 osób, a 44 ochrzczono. W dniach 22–25 sierpnia program zgromadzenia przedstawiono również w mieście Coimbatore, gdzie obecnych było 365 osób, z których 14 ochrzczono.
W roku 1973 w Madrasie odbył się kongres pod hasłem „Boskie zwycięstwo”. 7 marca 1978 roku prawnie zarejestrowano oddział Towarzystwa Strażnica w Indiach. W dniach od 4 do 8 października 1978 roku w Bombaju odbył się kongres pod hasłem „Zwycięska wiara”.
W 1989 roku w 21 kongresach pod hasłem „Prawdziwa pobożność” zorganizowanych w 10 językach uczestniczyło ponad 15 tysięcy osób, a 545 z nich zostało ochrzczonych.
Kongresy regionalne odbywają się w 18 językach.

#### Zamach bombowy
29 października 2023 roku dokonano zamachu bombowego podczas kongresu regionalnego pod hasłem „Okazujcie cierpliwość!” zorganizowanego w Zamra International Convention Centre w Kalamassery koło Koczin. Osiem osób zginęło, a co najmniej 55 osób zostało rannych.
4 listopada 2023 roku indyjskie Biuro Oddziału zorganizowało specjalne spotkanie dla 21 zborów uczestniczących w kongresie, na którym doszło do eksplozji. Z programu w miejscowej Sali Królestwa skorzystało prawie 200 osób, a kolejnych 1300 osób za pośrednictwem wideokonferencji, nagranie udostępniono też rannym osobom, które pozostały w szpitalu.

#### Wzrost liczby głosicieli
W 1959 roku było 1514 głosicieli, a w 1963 roku – 2000. W 1981 roku liczba indyjskich Świadków Jehowy przekroczyła 5000 osób.
W 1990 roku mniej więcej połowa głosicieli posługiwała się językiem malajalam. W 2009 roku przekroczono liczbę 30 tysięcy głosicieli, a w roku 2014 – 40 tysięcy.
W 2002 roku ogólnokrajowa telewizja wyświetliła film zrealizowany przez Świadków Jehowy Biblia – jej siła oddziaływania. W latach 2004–2014 zbudowano 168 Sal Królestwa.
W 2020 roku liczba głosicieli wyniosła 53 105.

#### Filia Szkoły Gilead
W roku 1983 w indyjskim Biurze Oddziału zorganizowano dwa dziesięciotygodniowe kursy filii Biblijnej Szkoły Strażnicy – Gilead, z udziałem 46 studentów – pionierów specjalnych.

#### Akcje pomocy humanitarnej
W październiku 2013 roku zorganizowano pomoc humanitarną dla poszkodowanych przez cyklon Phailin. 
W 2015 roku jako jedni z pierwszych zorganizowali pomoc dla poszkodowanych przez trzęsienie ziemi w Nepalu.
W sierpniu 2017 roku zorganizowano pomoc humanitarną dla poszkodowanych przez osuwiska w południowo-zachodnich Indiach, we wrześniu 2017 roku przez powodzie, a w listopadzie 2018 roku przez cyklon Gaja.
W 2020 roku w związku z pandemią COVID-19 powołano Komitety Pomocy Doraźnej, które najbardziej potrzebującym dostarczają żywność i podstawowe lekarstwa oraz pomagają znaleźć szpitale, w których są wolne łóżka.

#### Sytuacja prawna
11 sierpnia 1986 roku indyjski Sąd Najwyższy orzekł, że nie można zmuszać dzieci Świadków Jehowy do śpiewania hymnu państwowego. Orzeczenie to weszło do programu nauki na zajęciach z prawa konstytucyjnego na wydziałach prawa. Wciąż odwołują się do niego periodyki prawnicze i artykuły prasowe, uznając ten słynny wyrok za precedens w kwestii tolerancji w Indiach.
W ostatnich latach indyjscy głosiciele padali ofiarą ataków. Dochodzi do przypadków pobicia i gróźb pozbawienia wolności, przy braku reakcji ze strony policji. W wielu rejonach kraju dochodziło do publicznego palenia literatury religijnej. Świadkowie Jehowy są również niejednokrotnie aresztowani za swą działalność religijną.
27 stycznia 2014 roku Państwowa Komisja Praw Człowieka Stanu Karnataka potwierdziła, że policja naruszyła prawa wolności wyznania Świadków Jehowy i zasądziła dla nich odszkodowania pieniężne.

#### Wydawanie publikacji w miejscowych językach
W 1974 roku w języku konkani wydano Chrześcijańskie Pisma Greckie w Przekładzie Nowego Świata (Nowy Testament), a w roku 2006 — całą Biblię.
W 2009 roku wydano Chrześcijańskie Pisma Greckie w Przekładzie Nowego Świata (Nowy Testament) w języku hindi, kannada, malajalam i tamilskim, a w 2011 roku w języku pendżabskim.
W 2015 roku wydano Chrześcijańskie Pisma Greckie w Przekładzie Nowego Świata (Nowy Testament) w języku urdu, a w 2016 roku w języku gudżarackim, marackim i telugu oraz pełne wydanie Biblii w tym przekładzie w języku hindi, malajalam i tamilskim.
Od 2016 roku regularnie ukazują się publikacje w języku orija.
14 kwietnia 2018 roku opublikowano wydanie Ewangelii według Marka w Przekładzie Nowego Świata w indyjskim języku migowym. Wydanie Chrześcijańskich Pism Greckich (Nowy Testament) w tym języku ogłoszono 30 stycznia 2022 roku.
25 października 2019 roku na kongresie regionalnym pod hasłem „Miłość nigdy nie zawodzi!” w Hajdarabadzie ogłoszono wydanie Pisma Świętego w Przekładzie Nowego Świata w języku telugu, którym posługuje się około 6000 głosicieli w Indiach. Na kongresie było obecnych 8868 osób.
Od 2020 roku ukazują się regularnie publikacje w języku manipuri w alfabecie łacińskim.
5 lipca 2020 roku członkowie indyjskiego Komitetu Oddziału ogłosili w dwóch nagranych wcześniej przemówieniach wydanie Pisma Świętego w Przekładzie Nowego Świata w języku marackim oraz Chrześcijańskich Pism Greckich (Nowy Testament) w języku bengalskim. W związku z pandemią COVID-19 zorganizowano specjalne zebrania w trybie wideokonferencji. Z programu w języku bengalskim skorzystało przeszło 1200 głosicieli posługujących się tym językiem, w Indiach oraz w Bangladeszu. 25 października 2020 roku ogłoszono w nagranym wcześniej przemówieniu wydanie Pisma Świętego w Przekładzie Nowego Świata w języku gudżarackim, kannada (którym posługuje się ponad 2800 głosicieli) i pendżabskim. W związku z pandemią COVID-19 zorganizowano specjalne zebranie w trybie wideokonferencji. 27 czerwca 2021 roku ogłoszono w nagranym wcześniej przemówieniu wydanie Pisma Świętego w Przekładzie Nowego Świata w języku tamilskim (w alfabecie łacińskim). W związku z pandemią COVID-19 zorganizowano specjalne zebranie w trybie wideokonferencji, transmitowany do tamilskojęzycznych Świadków Jehowy mieszkających w 16 różnych krajach. Językiem tym posługuje się 20 500 głosicieli należących do 334 zborów i 32 grup. 27 marca 2022 roku ogłoszono w nagranym wcześniej przemówieniu wydanie Biblii — Ewangelii według Mateusza w języku konkani (w alfabecie łacińskim). W związku z pandemią COVID-19 zorganizowano specjalne zebranie w trybie wideokonferencji, z którego skorzystało około 600 osób. Językiem tym posługuje się 442 głosicieli należących do 7 zborów.
We wrześniu 2021 roku ukazały się filmy w języku tulu oraz publikacje w języku kaććhi, w listopadzie 2021 roku w języku nancowry, w grudniu 2021 roku w języku kokborok, w styczniu 2022 roku w języku mandeali oraz w języku naga (angami), a w kwietniu 2022 roku w języku mewari.
Poza tym działa 11 Biur Tłumaczeń, w których tłumaczy się publikacje na 36 języków.
28 maja 2023 roku w Duliajan (stan Asam) podczas specjalnego programu ogłoszono wydanie Biblii — Ewangelii według Mateusza w języku asamskim. Z programu tego skorzystało 279 osób. Językiem tym posługuje się 162 głosicieli należących do 8 zborów.
10 listopada 2023 roku podczas kongresu regionalnego pod hasłem „Okazujcie cierpliwość!”  w Port Blair ogłoszono wydanie Biblii — Ewangelii według Mateusza w języku nikobarskim. Z programu skorzystało 180 osób. Językiem tym posługuje się około 130 głosicieli.
17 listopada 2023 roku podczas kongresu regionalnego pod hasłem „Okazujcie cierpliwość!” w mieście Margao ogłoszono wydanie Chrześcijańskich Pism Greckich w Przekładzie Nowego Świata w języku konkani (alfabet łaciński). Z programu skorzystało 413 osób. Językiem tym posługuje się około 400 głosicieli w 7 zborach.
Zebrania zborowe odbywają się m.in. w językach: angielskim, asamskim, bengalskim, garo (achik), gudżarackim, hindi, indyjskim migowym, kannada, khasi, konkani (pismo dewanagari), konkani (alfabet kannada), konkani (alfabet łaciński), luszei, malajalam, manipuri, marackim, naga, nepalskim, nikobarskim, orija, sadri, santali (pismo dewanagari), tamilskim i telugu.

#### Delegacje kongresowe
W lipcu 2018 roku delegacja z Indii brała udział w kongresie specjalnym pod hasłem „Bądź odważny!” w Kolombo w Sri Lance, a w 2019 roku w kongresie międzynarodowym pod hasłem „Miłość nigdy nie zawodzi!” w Australii, Kanadzie, Portugalii i Stanach Zjednoczonych. W 2024 roku delegacje z Indii brały udział w kongresach specjalnych pod hasłem „Głośmy dobrą nowinę!” w Chile i Stanach Zjednoczonych.

#### Biuro Oddziału
W latach 1978–1984 na południe od Bombaju, w podgórskiej miejscowości Lonavla wybudowano nowe Biuro Oddziału Towarzystwa Strażnica, wraz z drukarnią.
W marcu 2002 roku uruchomiono nowe Biuro Oddziału, wraz z dużą drukarnią, w Yelahanka koło Bangalore (uroczyście otwarte 7 grudnia 2003).
W 2019 roku Biuro Oddziału przeniesiono do nowo zakupionych budynków w Rajanukunte.
W indyjskim Biurze drukuje się publikacje w 24 językach. Literatura biblijna jest następnie rozsyłana do różnych części Indii oraz do 9 innych krajów.

## Statystyki

### Liczba głosicieli (w tym pionierów)
Dane na podstawie oficjalnych raportów o działalności:
- najwyższa liczba głosicieli osiągnięta w danym roku służbowym[d] (liczby nad słupkami na wykresie)
- przeciętna liczba pionierów w danym roku służbowym (ciemniejszym odcieniem, liczby na słupkach wykresu; od roku 2017 tylko pionierów pełnoczasowych, bez pomocniczych)

Wartości opisów na wykresie podano w tysiącach: